# Roch Lasocki
Roch Lasocki herbu Dołęga (ur. 1741 – zm.
10 maja 1791 w Warszawie), szambelan królewski, podkomorzy sochaczewski, poseł na sejmy, agent dyplomatyczny konfederacji barskiej.

## Życiorys
Syn Pawła, chorążego sochaczewskiego. Uczył się w szkole teatynów i akademii jezuickiej w Warszawie. Jako porucznik artylerii koronnej został w 1758 marszałkiem koła rycerskiego ziemi sochaczewskiej. W 1763 mianowany skarbnikiem rawskim. Był członkiem konfederacji Czartoryskich w 1764 roku i posłem na sejm konwokacyjny (1764) z ziemi sochaczewskiej.  Z ramienia sejmu przeprowadził rewizję skarbca i archiwum wawelskiego. W 1766 mianowany miecznikiem sochaczewskim. 
W 1768 złożył ten urząd i przystąpił do konfederacji barskiej. W lutym 1769 z polecenia Teodora Wessla udał się z misją dyplomatyczną do Drezna, gdzie zabiegał o zgodę Karola Krystiana Wettyna objęcia polskiej korony. We wrześniu wyjechał do Turcji, gdzie został oficjalnym posłem konfederacji w Stambule.
W 1777 powrócił do kraju, uzyskując przebaczenie Stanisława Augusta. W 1778 mianowany szambelanem królewskim. W 1780 posłował na sejm z ziemi sochaczewskiej. W 1782 wysunięty na członka Komisji Skarbowej, wycofał przed głosowaniem swoją kandydaturę. W 1784 jako poseł ziemi sochaczewskiej kandydował do Rady Nieustającej, a następnie do Komisji Skarbu Koronnego, ale odpadł w wyborach. W 1787 został podkomorzym sochaczewskim, odznaczony Orderem Świętego Stanisława. W 1788 został wybrany posłem sochaczewskim jako kandydat uzgodniony ze stronnictwem królewskim.